# Abundante Chuva
Abundante Chuva é o segundo álbum ao vivo do cantor brasileiro Fernandinho, lançado no ano de 2005. O trabalho foi gravado no dia 1 de maio de 2005, em Vila Velha, cidade do Espirito Santo, no evento Jesus Vida Verão.
O repertório da obra contém canções notórias na carreira do cantor, como "Há um Rio" e "Já Estou Crucificado".

## Faixas
Todas as faixas escritas e compostas por Fernandinho. 
| N.º | Título                 | Duração |  |
| 1.  | "Tua Fidelidade"       |         |  |
| 2.  | "Quero Te Obedecer"    |         |  |
| 3.  | "Eis-me Aqui"          |         |  |
| 4.  | "Já Estou Crucificado" |         |  |
| 5.  | "Mais Alto"            |         |  |
| 6.  | "Não Há Outro"         |         |  |
| 7.  | "Totalmente Teu"       |         |  |
| 8.  | "Há um Rio"            |         |  |
| 9.  | "Sara-me"              |         |  |
| 10. | "Abundante Chuva"      |         |  |
| 11. | "Geração de Samuel"    |         |  |
| 12. | "Semelhantes a Jesus"  |         |  |

| Críticas profissionais | Críticas profissionais |
| Avaliações da crítica  | Avaliações da crítica  |
| Fonte                  | Avaliação              |
| ---------------------- | ---------------------- |
| Super Gospel           | (favorável)            |
| O Propagador           | [ 2 ]                  |

## Ficha técnica
- Daniel Machado - guitarra
- André Figueiredo(Dedé) - bateria
- Robson Fonseca - baixo
- Marcio Figueiredo - teclado
- Emerson Pinheiro - teclado